# Нора

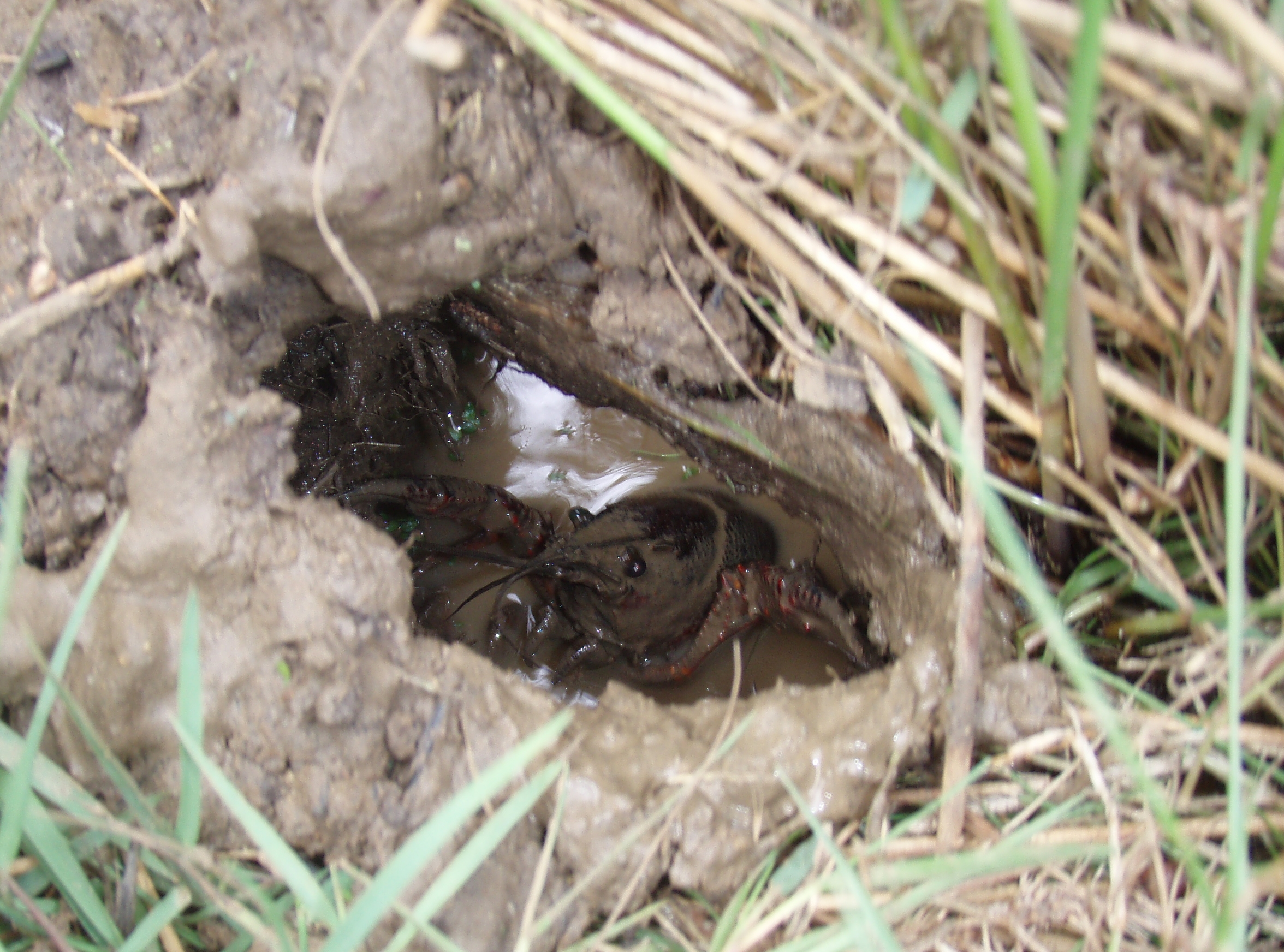
Рак у норі

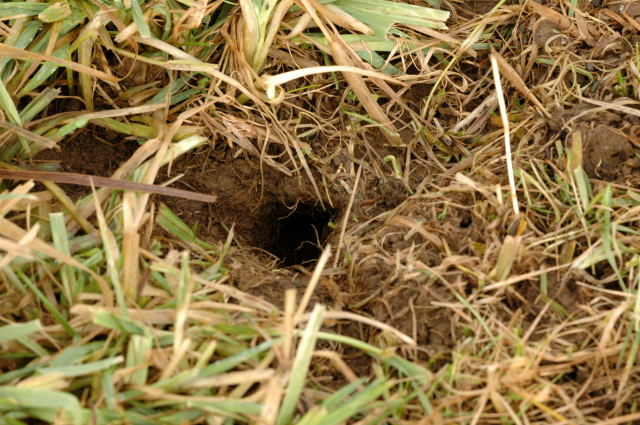
Вхід у нору полівки

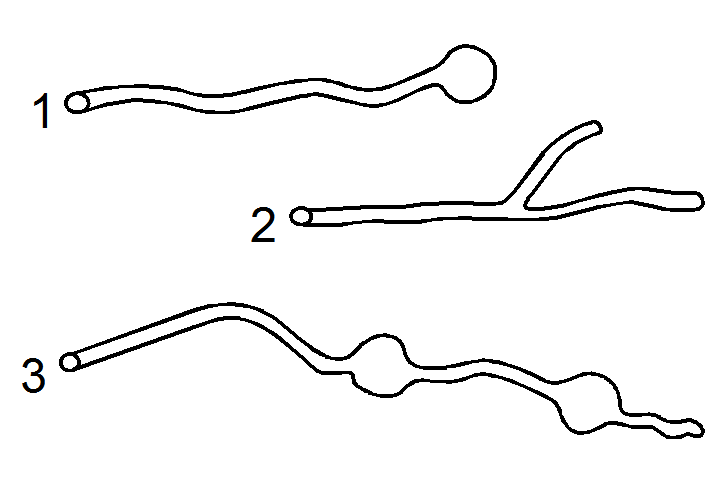
Різні види нір у розрізі

Нора́ — діра або тунель під землею з одним або декількома ходами назовні,  виритий  тваринами з метою створення простору для мешкання, тимчасового притулку або в ролі просто побічного результату руху в землі. Нори — один із видів захисту від низки хижаків і місце для запасання продовольства, тому нірний спосіб життя досить поширений. 
Нори можуть бути побудовані в найрізноманітнішому кліматі у субстратах, складених з дуже різних матеріалів: у піску, снігу, м'якому ґрунті.
У норах живе цілий ряд риб, земноводних, плазунів, птахів і багатьох безхребетних, таких як комахи, павуки, морські їжаки, ракоподібні, молюски та черви. З ссавців у норах живуть, наприклад, такі звірі, як кролик, ховрах, бабак та інші. 
Одним з різновидів нір є барліг ведмедя.